# Pavlos Matesis
Pavlos Matesis (Divri, 12 de enero de 1933-20 de enero de 2013) fue un novelista, dramaturgo y traductor griego. Estudió interpretación, música e idiomas y recibió clases en la Stavrakou School en Atenas (1963–64). También trabajó como escritor en el Teatro Nacional entre 1971 y 1973. Escribió guiones para dos series de televisión emitidas en el canal estatal (1974-76).
Su obra de teatro de debut fue The Ceremony publicado en 1967 y estrenado en el Teatro Nacional en 1969. Escribió más de una docena de obras, la mayoría de las cuales se representaron en el Teatro Nacional. Ganó varios premios por sus obras de teatro y por su ficción. Como traductor, pasó al griego las obras de Ben Jonson, William Shakespeare, Harold Pinter, Fernando Arrabal, Antonin Artaud, Beaumarchais y William Faulkner. Sus propios trabajos han sido traducidos a numerosos idiomas. Su novela The Daughter fue publicada al inglés con un gran éxito de crítica.

## Premios
- 1966 Premio Nacional de Teatro por The Ceremony
- 2002 GRam Premio de la Crítica
- 2002 Premio Giuseppe Acerbi de Literatura